# Tubilla del Lago (kommunhuvudort)
Tubilla del Lago är en kommunhuvudort i Spanien.   Den ligger i provinsen Provincia de Burgos och regionen Kastilien och Leon, i den centrala delen av landet, 150 km norr om huvudstaden Madrid. Tubilla del Lago ligger 891 meter över havet och antalet invånare är 168.
Terrängen runt Tubilla del Lago är platt. Runt Tubilla del Lago är det glesbefolkat, med 9 invånare per kvadratkilometer. Närmaste större samhälle är Aranda de Duero, 16,9 km sydväst om Tubilla del Lago. Trakten runt Tubilla del Lago består till största delen av jordbruksmark.